# Artifact (The Electric Prunes)
Artifact è un album degli The Electric Prunes, pubblicato dalla Heartbeat Records nel 2001. Ritorno del gruppo (presenti solo alcuni dei membri originali) in sala di registrazione dopo 32 anni.

## Tracce
1. Lost Dream
2. 7 & 7 Is
3. Big Stick
4. The Dream I Had Last Night
5. Bullet Thru the Backseat
6. Phone Won't Ring
7. All About Wires
8. Devils Candy
9. Analog Life
10. Mujo 22
11. Castaway
12. Le Fire
13. Halloween Ending
14. Hard Time
15. Slobodon

## Musicisti
- James Lowe - voce, chitarra, armonica
- Ken Williams - chitarra solista
- Mark Moulin - chitarra ritmica
- Cameron Lowe - tastiera
- Mark Tulin - basso
- Joe Dooley - batteria

Ospiti
- Quint
- Mark Leventhal
- Mike Vasquez
- Jim Tamburillo
- Jim & Lea Grippo
- Megan Yalkut